# فرآیند لینده–فرانک–کارو
فرایند لینده–فرانک–کارو (انگلیسی: Linde–Frank–Caro process) یک فرایند شیمیایی جهت تولید گاز هیدروژن است. این روش نخستین بار توسط آدولف فرانک در سال ۱۹۰۹ ابداع و سپس توسط کارل فن لینده و هنریک کارو توسعه پیدا کرد.

## شرح فرایند
در این روش ابتدا محلوط گاز آب تا فشار ۲۰ بار فشرده شده و سپس به رآکتور لینده–فرانک–کارو منتقل می شود. در آنجا به وسیله یک ستون آب بخش عمده گوگرد و کربن دی اکسید حذف می شود. سپس ستونی از سدیم هیدروکسید بخش باقی مانده گوگرد، کربن دی اکسید و بخار آب را حذف می کند. سپس گاز باقی مانده وارد محفظه ای با دمای ۱۹۰- درجه سانتی گراد می شود که در آن بخش عمده گاز ها به مایع تبدیل می شوند.در نهایت باقی مانده گاز به داخل محفظه ای از نیتروژن مایع که دمایی در حدود ۲۰۵- درجه سانتی گراد دارد وارد می شود. گاز باقی مانده پس از این مرحله هیدروژن با خلوص بالا به عنوان محصول نهایی است.